# 微型飛彈突擊艇
微型飛彈突擊艇（英語：Micro-class missile assault boat）為中華民國海軍曾計畫研製之飛彈快艇，為中華民國國軍整體防衛構想（ODC）搭配之戰具。原定將以新臺幣316億3844萬元建造60艘，在推動者離任後，該計畫在2020年底終止，2021年撤案取消。

## 提案
微型飛彈突擊艇為參謀總長海軍上將李喜明推動之建案，依國軍「濱海決勝、灘岸殲敵」作戰構想，平時可隱身在全國各大小港口內，戰時則可機動出港作戰，並可在臺灣本島數十海浬的距離海域攻擊敵艦。排水量近50噸的海鷗級飛彈快艇可在第一類漁港操作，海軍希望微型飛彈艇也可在全台數量過百個的第二類漁港操作，達到分散部署的效果。

## 原擬性能
微型飛彈突擊艇的排水量預計在45至50噸，船體結構上可能採用玻璃纖維強化塑膠或鋁合金兩種，船體外型具雷達匿蹤（RCS）造型設計，全長約31.4公尺，全寬約5.4公尺，吃水2.4公尺，船速滿載時最高航速35節以上，續航力則以最高時速35節計算，至少達100海浬。武裝將搭載兩枚雄風二型反艦飛彈；耐波性在蒲氏5級強風，可以正常執行戰鬥任務；在蒲氏7級風，艇身結構與穩度性可以安全航行。

## 取消
最初建案計畫微型飛彈突擊艇將在2019年開工，2020年完成建造首批4艘測試，2022年前完成作戰測評，但是李喜明在2019年6月退役後，全案即告停擺，2020年預算僅編列新台幣104萬作業費，計畫實質已被凍結。2020年11月18日，立法院審查2021年國防部預算時，海軍參謀長敖以智表示此案經初步評估「不符合作戰需求」，並將預算全數減列。
外界猜測，微型飛彈突擊艇與美國在2020年宣布對台軍售陸基魚叉反艦飛彈功能類似，且外購武器造成預算排擠，是讓海軍放棄此案的原因之一。另一方面，海軍內部也有質疑聲音，主因是微型飛彈艇太小及實戰效能存疑，因為微型飛彈艇的航速要求達到35節，不太可能以常規船型達成，即使停泊在漁港內，也不可能裝作是一般漁船，經常在漁港內與一般民船近距離接觸，將會過早暴露行踪。微型飛彈艇無可避免要壓縮乘員的起居空間，不利於持續作戰，雖然設想可停泊於第二類漁港，達致分散部署的效果，但第二類漁港普遍缺乏基礎支援設施，當中有不少第二類漁港的道路路況欠佳，如要在漁港內補充燃料及吊裝飛彈，便要預先在多個漁港設置支援設施，否則難以長時間在第二類漁港部署，不但一般的維護工作，就連補充糧食及燃料也要轉移至第一類漁港或基地進行。
因為微型飛彈艇只具備短距離的偵搜裝備，缺乏自行搜索遠距離目標的能力，本身無法發揮雄風二型飛彈可攻擊100公里外目標的戰力，必須依靠通信網絡獲取目標的情資，雖然陸上機動發射車也有此限制，但微型飛彈艇獲取支援的便利性卻不及後者。每輛雄二或魚叉飛彈發射車可運載四枚反艦飛彈，微型飛彈艇則只有兩枚，如要達成相同的飛彈攜帶量，不但微型飛彈艇在數量上要多一倍，更反映人力需求最少多一倍，然而海上操艦人員的訓練期難以壓縮，海軍在人力上不易滿足需求。微型飛彈艇的最大排水量僅有50噸，根據海軍操作海鷗級飛彈快艇的經驗，在風浪頗大的台灣周邊海域，這種小型飛彈艇適航性不足，遇到熱帶氣旋接近或強烈季風時，連出海也有困難，在大風浪下也跑不出測試的航速和航程。微型飛彈艇與海鷗級的大小相若，卻要安裝兩枚比雄風一型更重更大的雄風二型飛彈，航行性能恐還不及海鷗級，在應用上將受到頗多限制。